# الیزابت دیلی
الیزابت دیلی (انگلیسی: Elizabeth Daily؛ زادهٔ ۱۱ سپتامبر ۱۹۶۱) یک هنرپیشه، خواننده-ترانه‌سرا، صدا پیشه، و آهنگساز اهل ایالات متحده آمریکا است. وی از سال ۱۹۷۹ میلادی تاکنون مشغول فعالیت بوده‌است.
از فیلم‌ها یا برنامه‌های تلویزیونی که وی در آن نقش داشته‌است می‌توان به نگهبان خواهر من، ماجراجویی بزرگ پی‌وی، پسر عاشق، بدون عشق‌بازی کوچک و همان بهتر که بمیرم اشاره کرد.